# Manuel Pérez y Curis
Manuel Pérez y Curis (Montevidéu, 21 de maio de 1884 — Montevidéu, 22 de novembro de 1920) foi um poeta uruguaio.

## Biografia
Pérez y Curis foi o filho de Julián Pérez Rial e Manuela Curis.
A revista Apolo, que aparecia mensalmente e continha artigos sobre arte e sociologia, é a fonte principal de sua principal obra escrita. Outra obra importante é La arquitectura del verso (A Arquitetura do Verso) (1913), publicado na França e no México; o secretário de redação era Ovidio Fernández Ríos [es].
O crítico e ensaísta Alberto Zum Felde publicou nesta revista La Hiperbórea e Lulú Margat.
A obra da poetisa uruguaia Delmira Agustini apareceu em quase toda edição de Apolo. Seu poema "Las coronas" apareceu em 1908.
Acometido por tuberculose, Pérez y Curis morreu em 1920, aos 36 anos.

## Obras
- Revista Apolo (1905 a 1909).
- La Arquitectura del verso (1913).
- Romances y seguidillas del Plata (1940, póstuma).
- Heliostropos (1906).
- El poema de la carne
- La canción de las crisaldas
- El gesto contemplativo (1914).